# Веслање на Летњим олимпијским играма 1900 — скиф за мушкарце
Скиф је био једна од четири дисциплине у веслању на Олимпијским играма 1900.. Одржана је на реци Сени у Паризу 25. и 26. августа. Учествовало је 12 веслача из 4 земље. 

## Земље учеснице
- Француска (9)
- Италија (1)
- Шпанија (1)
- Уједињено Краљевство (1)

## Победници
|                          |                         |                                     |
| Ерман Бареле · Француска | Андре Годен · Француска | Сент Џорџ Еш · Уједињено Краљевство |

## Резултати

### Предтакмичење
Учесници су били подељени у четири групе, по три такмичара, а прва двојица из сваке групе су се пласирала у полуфинале.

### Група 1
Еш је отишао из своје стазе у у другу стазу и ометао противника, али није дисквалификован.
| Место | Веслач                              | Резултат |
| ----- | ----------------------------------- | -------- |
| 1     | Сент Џорџ Еш · Уједињено Краљевство | 6:38,8   |
| 2     | Рејмон Беноа Француска              | 6:45,4   |
| 3     | Е. Даман Француска                  | 7:13,0   |

### Група 2
| Место | Веслач                 | Резултат |
| ----- | ---------------------- | -------- |
| 1     | Ерман Бареле Француска | 6:38,8   |
| 2     | Андре Годен Француска  | 6:43,0   |
| 3     | Лардон Француска       | 6:46,4   |

### Група 3
| Место | Веслач                | Резултат     |
| ----- | --------------------- | ------------ |
| 1     | Луј Прев Француска    | 6:29,6       |
| 2     | Робер д'Еји Француска | 6:38,8       |
| —     | Пијађо Италија        | није завршио |

### Група 4
| Место | Веслач                     | Резултат     |
| ----- | -------------------------- | ------------ |
| 1     | Жорж Делапор Француска     | 6:33,8       |
| 2     | Пјер Ферлен Француска      | 6:46,8       |
| —     | Антонија Вела Виво Шпанија | није завршио |

## Полуфинале
Осам полуфиналиста су били подељени у две групе по четири такмичара, а по два најбоља из сваке групе су се пласирала у финале.

### Полуфинале 1
Из непознатих разлога, Еш је уложио протест на резултате полуфинала. Ерман Бареле и Андре Годен су се успротивили и одбили да даље учествују, уколико се Ешов протест уважи, али су касније попустили, јер су судије одлучиле да и Еш учествује у финалу. Због тога је финална трка имала 5 учесника.
| Место | Веслач                              | Резултат |
| ----- | ----------------------------------- | -------- |
| 1     | Ерман Бареле Француска              | 8:23,0   |
| 2     | Андре Годен Француска               | 8:33,4   |
| 3     | Сент Џорџ Еш · Уједињено Краљевство | 8:37,2   |
| 4     | Рејмон Беноа Француска              | Непознат |

### Полуфинале 2
| Место | Веслач                 | Резултат |
| ----- | ---------------------- | -------- |
| 1     | Луи Превел Француска   | 8:36,4   |
| 2     | Робер д'Еји Француска  | 8:45,0   |
| 3     | Жорж Делапор Француска | 9:25,2   |
| 4     | Пјер Ферлен Француска  | Непознат |

## Финале
Ни финале није прошло без приговора. Луј Превел се жалио да је ометан после пада у воду и да је због тога морао напустити трку, али му жалба није усвојена. Победили су Ерман Бареле и Андре Годен са истим редоследом који је био у предтакмичењу и полуфиналу, трећи је био Еш, а иза њега са секундом заостатка д'Еји.
| Место | Веслач                              | Резултат     |
| ----- | ----------------------------------- | ------------ |
|       | Ерман Бареле Француска              | 7:35,6       |
|       | Андре Годен Француска               | 7:41,6       |
|       | Сент Џорџ Еш · Уједињено Краљевство | 8:15,6       |
| 4     | Робер д'Еји Француска               | 8:16,0       |
| —     | Луи Превел Француска                | није завршио |